# 揚州泰州空港

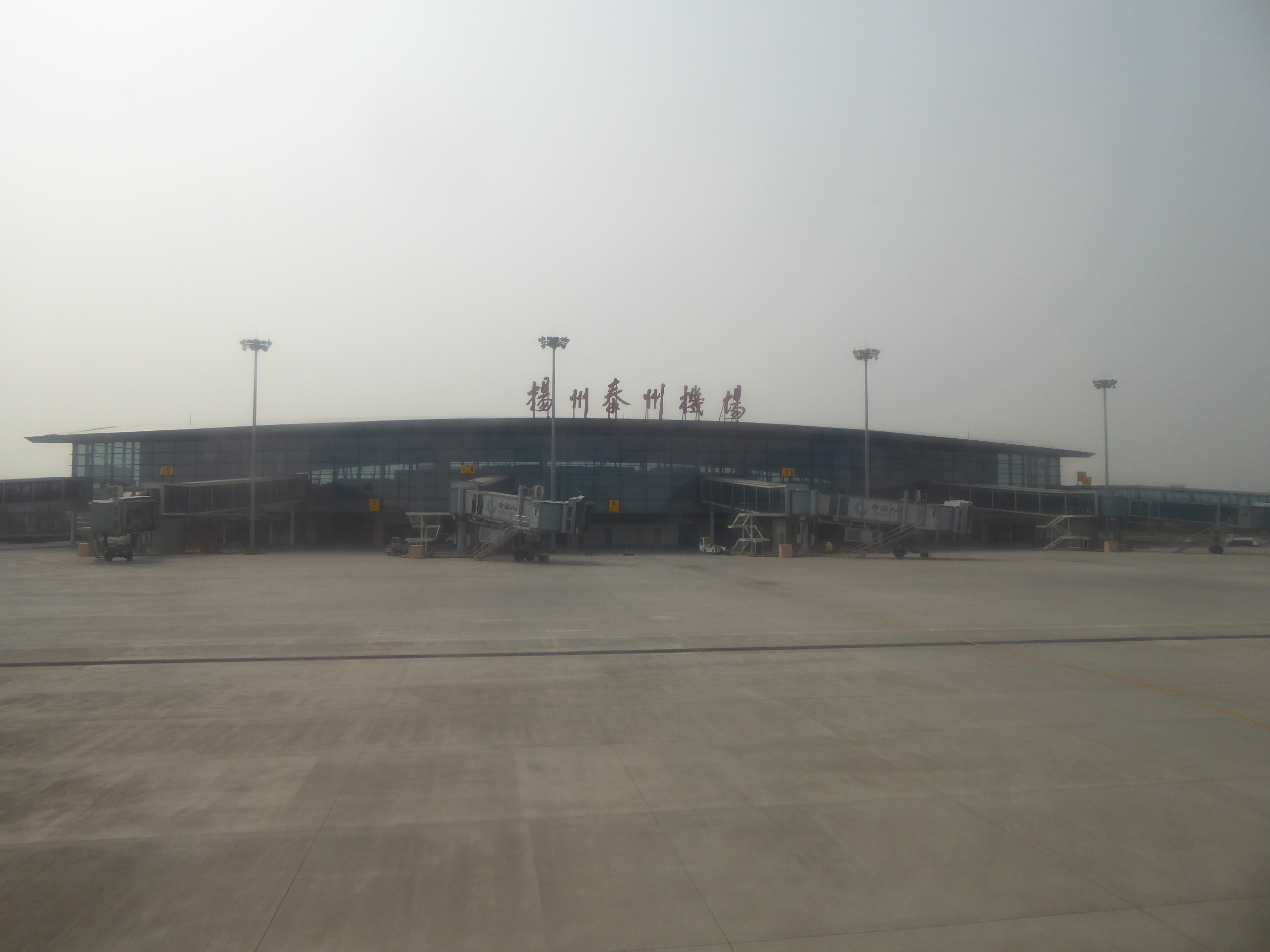
揚州泰州空港駐機場

揚州泰州空港（ようしゅう たいしゅう こくさいくうこう）は、中国・江蘇省揚州市に位置する空港である。2012年5月8日に開港した。

## 概要
21世紀江蘇省北部空港建設計画の一つとして開港した。2020年までに2万人の旅客と貨物の24000トンの年間処理できる設備を整えている。揚州市中心部から約30km、泰州市から約20km離れている。
2016年3月時点では平行誘導路がなく、離陸機は滑走路末端、中間のターニングパッドでUターンしてから離陸していく。

## 就航路線
| 航空会社     | 就航地                                              |
| ------------ | --------------------------------------------------- |
| 中国国際航空 | 北京/首都                                           |
| 深圳航空     | 深圳、瀋陽、厦門、ハルビン                          |
| 中国東方航空 | 西安、昆明                                          |
| 中国南方航空 | 広州                                                |
| 四川航空     | 成都                                                |
| 海南航空     | 三亜、ハルビン                                      |
| 春秋航空     | 成都/天府、大阪/関西(2025年4月26日より運航再開予定) |

## 参考
1. ↑  “江苏扬州泰州机场正式通航” (中文). 2013年2月12日閲覧。